# Bataille de Z'Moul Niran
Guerre du Sahara occidental
Batailles
La bataille de Z'Moul Niran est livrée le 13 octobre 1984 pendant la guerre du Sahara occidental. Elle marque le déclenchement de l'offensive Grand-Maghreb du Front Polisario. L'armée marocaine inflige une sévère défaite aux colonnes blindées du Polisario qui attaquaient le mur des sables.

## Contexte
Un mois avant le 20e sommet de l'OUA à Addis-Abeba, qui doit s'exprimer sur l'adhésion de la République arabe sahraouie démocratique (RASD) dans l'organisation, le Front Polisario lance l'offensive Grand-Maghreb en réponse à l'accord d'union marocco-libyenne, signé il y a deux mois jour pour jour entre le Maroc et la Libye de Mouammar Kadhafi, qui renonce à fournir en armement le Polisario, et ainsi qu'au rapprochement récent entre le Maroc et l'Algérie de Chadli Bendjedid. Le but de cette offensive est de démontrer que la réputation du « mur infranchissable » est un « mythe », et que même sans l'aide militaire libyenne, le Polisario a la capacité militaire de poursuivre sa lutte.
De plus, l’appellation de cette offensive est un moyen de faire savoir aux pays de la région qu'il ne peut y avoir d'union du Maghreb sans la présence du Polisario, « seul représentant légitime du peuple sahraoui ».

## Préparation de l'attaque

Étapes de construction du mur des sables. En novembre 1984, le quatrième mur est en construction.

Le 13 octobre 1984, le Polisario rassemble une colonne de 2 000 combattants, 100 Land Rover et Toyota, 80 blindés à savoir des BMP-1 et des chars T-55, en plus d'éléments du génie de déminage, d'artillerie et de défense antiaérienne. Les Sahraouis disposent de missiles sol-air 9K32 Strela-2, de canons de 122 mm, de mortiers de 160 mm (en), de lance-roquettes multiples BM-21 Grad, de mortiers de 81 mm et de véhicules légers armés de canons sans recul B-10, de canons automatiques de 23 mm, de mitrailleuses lourdes de 14,5 et de mitrailleuses de 12,7 mm. Pour la première fois de la guerre, les BMP-1 sahraouis sont équipés de missiles 9M14 Malyutka.

## Dispositif marocain
Le mur des sables est protégé par plusieurs points d'appui. Dans la doctrine défensive marocaine, ces positions sont tenues par une compagnie d'infanterie renforcée de quelques canons anti-chars, et sont uniquement destinées à donner le temps aux forces d'intervention d'intervenir. Les unités d'intervention viendront des secteurs de Zag et Haouza, commandés respectivement par les colonels Hammou Arzaz et Abid Tria, avec des unités de chars M48A3 et SK-105.

## Déroulement
Le Polisario s'attaque à l'aube au 4e mur de défense marocain, dans le secteur de Zag, à Khachbyine et à Z'Moul Niran, situés dans le nord du Sahara occidental, au sud-est de Zag. Si l'attaque de Khachbyine n'est qu'une diversion, la principale cible est la crête de Z'Moul Niran[réf. nécessaire]. Après une forte préparation d'artillerie, les forces du Polisario réussissent à percer le mur, puis investissent quatre points d'appui des forces armées royales dans la ceinture entre Khachbyine et Z'Moul Niran. Les unités de secteur se replient vers le poste de commandement et les positions de l'artillerie marocaine éloignées de 5 kilomètres du lieu des combats, en attendant l'arrivée des chars[réf. nécessaire]. Les renforts marocains arrivent par le sud et le nord, de Haouza et Zag. Les T-55 du Polisario, trop précieux pour être mis en danger, restent en soutien à l'arrière de l'attaque et sont séparés des BMP-1. Ces derniers, pris au piège, tentent alors également de fuir à travers la brèche faite dans le mur mais laissent sur le terrain 12 BMP-1. Les combats particulièrement violents ont donné lieu à des corps-à-corps. L'aviation marocaine serait intervenue avec ses Mirage F1 et Northrop F-5. Après six heures de combat, les unités sahraouies battent en retraite vers l'Algérie. Le combat se poursuit pendant deux jours par un duel d'artillerie entre les deux forces.

## Bilan et conséquences
Rabat affirme que le Polisario a subi de lourdes pertes, à savoir 176 tués, 12 BMP-1, certains tout neufs et cinq intacts, et 30 Technicals détruits ou capturés, ainsi qu'un important matériel récupéré, tout en admettant avoir perdu 37 soldats. Selon le général Bennani, commandant de la zone sud, les forces armées marocaines auraient fait « quelques » prisonniers, dont le commandant du bataillon de BMP sahraouis. De son côté, le Polisario fait état de 275 soldats marocains mis hors de combat, dont 75 tués et 10 prisonniers. Au moins un char marocain a été détruit par un lance-roquette.
Selon le journal espagnol ABC, cette attaque, loin de « démystifier » le mur, démontre l'impossibilité pour le Polisario d'obtenir une victoire militaire. La montée en ligne d'une très importante force reste toutefois une belle réussite pour le Polisario.

## Suites
En novembre, les combats se poursuivent plus au sud, dans les régions de Dakhla et Haouza. Un responsable du Polisario au Mozambique revendique la destruction de 30 blindés M113, M48 et SK-105, de 22 véhicules légers et de 8 bases marocaines entre octobre et début novembre 1984, ainsi que 274 tués marocains.